# Моузес Мелоун
Моузес Юджин Мелоун (англ. Moses Eugene Malone, 23 березня 1955, Пітерсбург — 13 вересня 2015, Норфолк) — американський професіональний баскетболіст, що грав на позиції центрового за низку команд НБА, зокрема за «Х'юстон Рокетс», яка навіки закріпила за ним ігровий №24. Чемпіон НБА, триразовий найцінніший гравець НБА.
2001 року введений до Баскетбольної Зали слави.

## Ігрова кар'єра
Професійну кар'єру розпочав 1974 року виступами у складі команди «Юта Старз» з АБА, за яку відіграв один сезон. Видання «Нью-Йорк Таймс» назвало його «першим гравцем у сучасному баскетболі, який підписав професійний контракт одразу після школи».
Згодом виступав за «Спірітс оф Сент-Луїс».
Кар'єру в НБА розпочав 1976 року виступами за «Баффало Брейвз». Зігравши за них два матчі, був обміняний до «Х'юстон Рокетс», за яких виступав з 1976 по 1982 рік. За підсумками свого дебютного сезону в Х'юстоні в середньому набирав 13,2 очка та 13,1 підбирання за гру, що дозволило встановити рекорд НБА з 437 підбирань в атаці за один сезон. Щоправда через два роки він сам його і побив. У другій грі півфіналу Східної конференції проти «Вашингтон Буллетс» зробив 15 підбирань в атаці, що стало рекордом в НБА. Того сезону допоміг команді дійти до фіналу Східної конференції, де «Рокетс» програли «Філадельфія Севенті-Сіксерс».
1978 року вперше взяв участь у матчі всіх зірок, яких у кар'єрі Моузеса було 12 — до 1989 року.
У сезоні 1978-1979 зарекомендував себе як один з найкращих центрових ліги, набравши у міжсезонні біля семи кілограмів м'язової маси. Це дозволило йому набирати 24,8 очка за гру та виграти нагороду Найціннішого гравця НБА. 9 лютого 1979 року зібрав рекордні для себе 37 підбирань у матчі проти «Нью-Орлеан Джаз».
У сезоні 1979-1980 набирав 25,8 очка та 14,5 підбирання за гру. У плей-оф команда спочатку обіграла «Сан-Антоніо Сперс», але поступилася «Бостон Селтікс» у другому раунді. Наступного сезону був лідером ліги за кількістю підбирань за гру (14,8) та на другому місці за очками за гру (28,8), поступившись за цим показником лише Едріану Дентлі.
1981 року допоміг команді пробитися до фіналу НБА, проте там сильнішим виявився «Бостон», який виграв серію 4-2. Того сезону, 2 лютого провів свій найрезультативніший матч у кар'єрі, набравши 53 очки у грі проти «Сан-Дієго Кліпперс».
1982 року в обмін на Калдвелла Джонса та драфт-пік першого раунду перейшов до команди «Філадельфія Севенті-Сіксерс», у складі якої провів наступні 4 сезони своєї кар'єри. Доповнивши команду, де вже були Джуліус Ірвінг, Моріс Чікс, Ендрю Тоні та Боббі Джонс, став чемпіоном НБА у її складі та вдруге поспіль і втретє загалом отримав нагороду Найціннішого гравця НБА.
1984 року на драфті НБА, «Філадельфія» обрала Чарльза Барклі, який з'явився на тренувальний збір із зайвою вагою, яка становила 140 кг. Та завдяки наставництву Мелоуна, Барклі вдалося скинути вагу до 116 кг, а за підсумками сезону увійти до збірної новачків. 1985 року допоміг Філадельфії дійти до фіналу Східної конференції, проте вона поступилася Бостону.
Наступною командою в кар'єрі гравця була «Вашингтон Буллетс», за яку він відіграв 2 сезони з 1986 по 1988 рік. 12 квітня 1987 року забив своє 20,000 очко.
З 1988 по 1991 рік грав у складі «Атланта Гокс». 21 листопада 1990 року набрав своє 25,000 очко у кар'єрі, а 15 листопада 1991 року — 15,000 підбирання.
1991 року перейшов до «Мілвокі Бакс», у складі якої провів наступні 2 сезони своєї кар'єри.
Наступною командою в кар'єрі гравця була «Філадельфія Севенті-Сіксерс», за яку він відіграв один сезон.
Останньою ж командою в кар'єрі гравця стала «Сан-Антоніо Сперс», до складу якої він приєднався 1994 року і за яку відіграв один сезон.

## Особисте життя
Був одружений з Альфредою Гілл, подружжя виховувало двох синів. 1991 року розлучився з дружиною. З 2006 року був у стосунках з Лією Неш. Маючи спільного сина, пара не була одружена та не жила разом.
Помер 13 вересня 2015 року під час сну, внаслідок хвороби серця.

## Статистика виступів в НБА
| † | Позначає сезон, в якому Мозес Мелоун ставав чемпіоном НБА |

|        | Лідер ліги                    |
| Жирним | Найкраще досягнення у кар'єрі |

### Регулярний сезон
| Сезон             | Команда                       | GP   | GS  | MPG   | FG%  | 3P%  | FT%  | RPG   | APG | SPG | BPG | PPG  |
| ----------------- | ----------------------------- | ---- | --- | ----- | ---- | ---- | ---- | ----- | --- | --- | --- | ---- |
| 1974–75           | «Юта Старз»                   | 83   | -   | 38.6  | .571 | .000 | .635 | 14.6  | 1.0 | 1.0 | 1.5 | 18.8 |
| 1975–76           | «Спірітс оф Сент-Луїс»        | 43   | -   | 27.2  | .512 | .000 | .612 | 9.6   | 1.3 | 0.6 | 0.7 | 14.3 |
| 1976–77           | «Баффало Брейвз»              | 2    | -   | 3.0   | .000 | .000 | .000 | 0.5   | 0.0 | 0.0 | 0.0 | 0.0  |
| 1976–77           | «Х'юстон Рокетс»              | 80   | -   | 31.3  | .480 | .000 | .693 | 13.4  | 1.1 | 0.8 | 2.3 | 13.5 |
| 1977–78           | «Х'юстон Рокетс»              | 59   | -   | 35.7  | .499 | .330 | .718 | 15.0  | 0.5 | 0.8 | 1.3 | 19.4 |
| 1978–79           | «Х'юстон Рокетс»              | 82*  | -   | 41.3* | .540 | -    | .739 | 17.6* | 1.8 | 1.0 | 1.5 | 24.8 |
| 1979–80           | «Х'юстон Рокетс»              | 82   | -   | 38.3  | .502 | .000 | .719 | 14.5  | 1.8 | 1.0 | 1.3 | 25.8 |
| 1980–81           | «Х'юстон Рокетс»              | 80   | -   | 40.6  | .522 | .333 | .757 | 14.8* | 1.8 | 1.0 | 1.9 | 27.8 |
| 1981–82           | «Х'юстон Рокетс»              | 81   | 81  | 42.0  | .519 | .000 | .762 | 14.7* | 1.8 | 0.9 | 1.5 | 31.1 |
| 1982–83†          | «Філадельфія Севенті-Сіксерс» | 78   | 78  | 37.5  | .501 | .000 | .761 | 15.3* | 1.3 | 1.1 | 2.0 | 24.5 |
| 1983–84           | «Філадельфія Севенті-Сіксерс» | 71   | 71  | 36.8  | .483 | .000 | .750 | 13.4* | 1.4 | 1.0 | 1.5 | 22.7 |
| 1984–85           | «Філадельфія Севенті-Сіксерс» | 79   | 79  | 37.4  | .469 | .000 | .815 | 13.1* | 1.6 | 0.8 | 1.6 | 24.6 |
| 1985–86           | «Філадельфія Севенті-Сіксерс» | 74   | 74  | 36.6  | .458 | .000 | .787 | 11.8  | 1.2 | 0.9 | 1.0 | 23.8 |
| 1986–87           | «Вашингтон Буллетс»           | 73   | 70  | 34.1  | .454 | .000 | .824 | 11.3  | 1.6 | 0.8 | 1.3 | 24.1 |
| 1987–88           | «Вашингтон Буллетс»           | 79   | 78  | 34.1  | .487 | .286 | .788 | 11.2  | 1.4 | 0.7 | 0.9 | 20.3 |
| 1988–89           | «Атланта Гокс»                | 81   | 80  | 35.5  | .491 | .000 | .789 | 11.8  | 1.4 | 1.0 | 1.2 | 20.2 |
| 1989–90           | «Атланта Гокс»                | 81   | 81  | 33.8  | .480 | .111 | .781 | 10.0  | 1.6 | 0.6 | 1.0 | 18.9 |
| 1990–91           | «Атланта Гокс»                | 82   | 15  | 23.3  | .468 | .000 | .831 | 8.1   | 0.8 | 0.4 | 0.9 | 10.6 |
| 1991–92           | «Мілвокі Бакс»                | 82   | 77  | 30.6  | .474 | .375 | .786 | 9.1   | 1.1 | 0.9 | 0.8 | 15.6 |
| 1992–93           | «Мілвокі Бакс»                | 11   | 0   | 9.5   | .310 | .000 | .774 | 4.2   | 0.6 | 0.1 | 0.7 | 4.5  |
| 1993–94           | «Філадельфія Севенті-Сіксерс» | 55   | 0   | 11.2  | .440 | .000 | .769 | 4.1   | 0.6 | 0.2 | 0.3 | 5.3  |
| 1994–95           | «Сан-Антоніо Сперс»           | 17   | 0   | 8.8   | .371 | .500 | .688 | 2.7   | 0.4 | 0.1 | 0.2 | 2.9  |
| Усього за кар'єру | Усього за кар'єру             | 1455 | 784 | 34.0  | .495 | .096 | .760 | 12.3  | 1.3 | 0.8 | 1.3 | 20.3 |

### Плей-оф
| Сезон             | Команда                       | GP  | GS | MPG  | FG%  | 3P%   | FT%  | RPG  | APG | SPG | BPG | PPG  |
| ----------------- | ----------------------------- | --- | -- | ---- | ---- | ----- | ---- | ---- | --- | --- | --- | ---- |
| 1975              | «Юта Старз»                   | 6   | -  | 39.2 | .638 | -     | .667 | 17.5 | 1.5 | 0.0 | 1.5 | 22.7 |
| 1977              | «Х'юстон Рокетс»              | 12  | -  | 43.2 | .500 | -     | .692 | 16.9 | 0.6 | 1.1 | 1.8 | 18.8 |
| 1979              | «Х'юстон Рокетс»              | 2   | -  | 39.0 | .528 | -     | .722 | 20.5 | 1.0 | 0.5 | 4.0 | 24.5 |
| 1980              | «Х'юстон Рокетс»              | 7   | -  | 39.3 | .536 | .000  | .767 | 13.9 | 1.0 | 0.6 | 2.3 | 25.9 |
| 1981              | «Х'юстон Рокетс»              | 21  | -  | 45.5 | .479 | .000  | .712 | 14.5 | 1.7 | 0.6 | 1.6 | 26.8 |
| 1982              | «Х'юстон Рокетс»              | 3   | -  | 45.3 | .433 | -     | .933 | 17.0 | 3.3 | 0.7 | 0.7 | 24.0 |
| 1983†             | «Філадельфія Севенті-Сіксерс» | 13  | -  | 40.3 | .536 | .000  | .717 | 15.8 | 1.5 | 1.5 | 1.9 | 26.0 |
| 1984              | «Філадельфія Севенті-Сіксерс» | 5   | -  | 42.4 | .458 | -     | .969 | 13.8 | 1.4 | 0.6 | 2.2 | 21.4 |
| 1985              | «Філадельфія Севенті-Сіксерс» | 13  | 13 | 38.8 | .425 | .000  | .796 | 10.6 | 1.8 | 1.3 | 1.7 | 20.2 |
| 1987              | «Вашингтон Буллетс»           | 3   | 3  | 38.0 | .447 | -     | .952 | 12.7 | 1.7 | 0.0 | 1.0 | 20.7 |
| 1988              | «Вашингтон Буллетс»           | 5   | 5  | 39.6 | .462 | .000  | .825 | 11.2 | 1.4 | 0.6 | 0.8 | 18.6 |
| 1989              | «Атланта Гокс»                | 5   | 5  | 39.4 | .500 | 1.000 | .784 | 12.0 | 1.8 | 1.4 | 0.8 | 21.0 |
| 1991              | «Атланта Гокс»                | 5   | 0  | 16.8 | .200 | .000  | .929 | 6.2  | 0.6 | 0.4 | 0.2 | 4.2  |
| Усього за кар'єру | Усього за кар'єру             | 100 | 26 | 40.3 | .487 | .143  | .756 | 14.0 | 1.5 | 0.8 | 1.6 | 22.1 |